# Sermyle saussurei
Sermyle saussurei är en insektsart som beskrevs av Carl Stål 1875. Sermyle saussurei ingår i släktet Sermyle och familjen Diapheromeridae. Inga underarter finns listade i Catalogue of Life.